# Chiesa di Sant'Antonino (Faenza)
La chiesa di Sant'Antonino è un luogo di culto di Faenza. 
Situata in corso Borgo Durbecco, nella vicinanze della chiesa della Commenda e dell'oratorio della Santissima Annunziata, la chiesa di Sant'Antonino è una costruzione settecentesca del Borgo Durbecco.

## Storia
L'edificio moderno fu eretto tra il 1721 e il 1723 su progetto di Giuseppe Antonio Soratini (stesso architetto della chiesa dei Servi. Sorse su quello che in precedenza era un convento di suore francescane consacrato alla Santissima Trinità, ma nel 1812 fu intitolata a sant'Antonino, ereditando il titolo da una chiesa vicina soppressa. 

### La chiesa antica
Come scrive Don Lorenzo Orioli, l'ultimo parroco della chiesa antica, nel 1833 "L'epoca della fondazione si riferisce al tempo che ebbero origine le parrocchie, poiché la prima chiesa ebbe l'eccidio sotto Liutprando, re dei Longobardi". Si presume infatti che il primo complesso fu costruito verso l'anno 740 d. C., secondo quanto dice Magnani nel suo Chronicon. La chiesa originaria era situata nell'attuale via di Sotto e fu demolita nel 1818 per ragioni di sicurezza a causa della struttura instabile. A livello architettonico, Don Orioli la descrive composta da tre navate, in stile gotico, ma assai modificata rispetto alla prima costruzione. La chiesa era stata arricchita e decorata grazie anche al sostegno economico della confraternita della Beata Vergine della Misericordia, fondata nel 1752. A questa confraternita si devono gli affreschi dei quali oggi resta un frammento esposto nella nuova chiesa, raffigurante la Madonna con il bambino in braccio.

### Sant'Antonino martire
La chiesa è dedicata a Sant'Antonino di Apamea, martire cristiano vissuto nel I secolo, venerato soprattutto in Francia. Il culto si estese ad alcune città italiane, come Faenza e Capua, ai tempi del re Ludovico il Pio.

## Descrizione

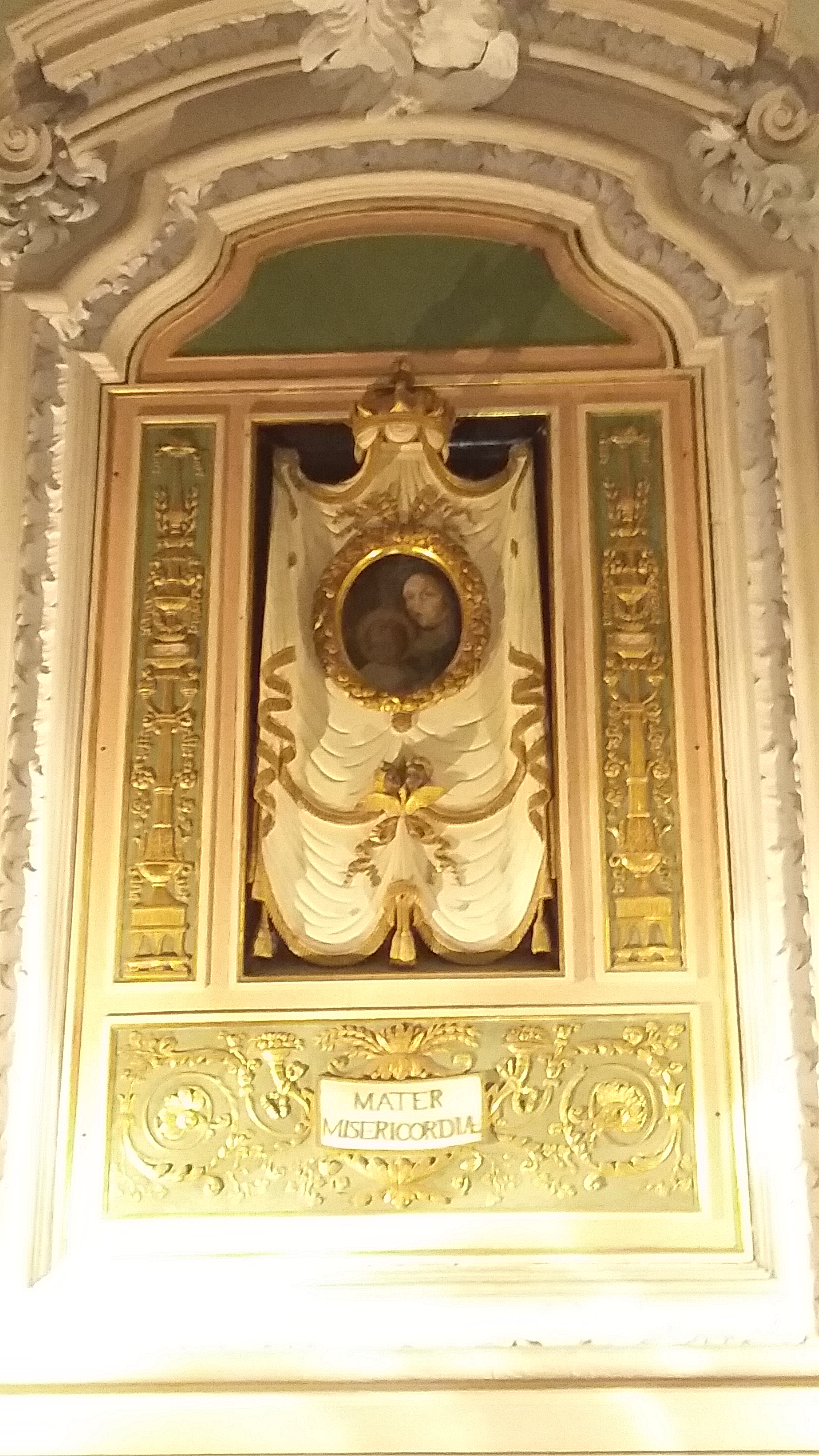
Questo affresco raffigurante la Madonna con bambino è l'unico frammento rimasto della chiesa antica, oggi conservato nella nuova e arricchito da una elaborata cornice lignea.

### Esterno
Possiede una facciata regolare ed equilibrata in laterizio, come la chiesa dei Servi, scandita da quattro lesene e da due nicchie nel primo ordine arricchite da due finestre murate nel secondo.

### Interno
All'interno interessante è l'altare maggiore realizzato in marmo e progettato anch'esso da Giuseppe Antonio Soratini e decorato da sculture in marmo di Gerolamo Bertos,  scultore del periodo tardo barocco, noto per alcune statue realizzate a San Vitale, Ravenna. Sull'altare è collocata la Trinità opera di Girolamo Donnini datata 1723, due quadri del suo allievo Francesco Bosi e due ovali di Benedetto dal Buono. Vi si trova anche un bel crocefisso ligneo quattrocentesco di intagliatore ignoto. La moderna Via Crucis in ceramica è opera del faentino Riccardo Gatti.